# 阿贝折光仪
阿贝折光仪（Abbe refractometer）是一种实验室设备，用于高精度测量物质的折光率，由恩斯特·阿贝发明。

## 原理
阿贝折射仪主要用于测定透明液体的折射率。折射率是物质的重要光学常数之一，可借以了解该物质的光学性能、纯度和浓度等。当光从一种媒质进入到另一种媒质时，在两种媒质的分界面上，会发生反射和折射现象，在折射对折射率较大的媒质称为光密媒质，较小的称为光疏媒质。当光线从光密媒质进入光疏媒质时会发生全反射现象，阿贝折射仪就是根据全反射原理而制成的。其主要部分是由一直角进光棱镜和另一直角折光棱镜组成，在两棱镜间放入待测液体，进光棱镜的一个表面为磨砂面，从反光镜射入进光棱镜的光照亮了整个磨砂面，由于磨砂面的漫反射，使液层内有各种不同方向的入射光。根据三角形的外角等于不相邻两内角之和的几何原理，棱镜的棱角和蒸馏水折射率均为定值，因此用阿贝折射仪测出折射角后，就可算出待测液体的折射率。

## 图片
- 阿贝折光仪（1897年木版画）
- 带恒温棱镜的阿贝折光仪